# Porsche Tennis Grand Prix
Porsche Tennis Grand Prix – kobiecy turniej tenisowy kategorii WTA 500 zaliczany do cyklu WTA Tour. Rozgrywany na kortach ceglanych w hali od 1978 roku. Do 2005 roku rozgrywany był w Filderstadt, a obecnie w Stuttgarcie.

## Mecze finałowe

### Gra pojedyncza
| Rok  | Zwyciężczyni                                 | Finalistka                                   | Wynik                                        |
| 2025 | Jeļena Ostapenko                             | Aryna Sabalenka                              | 6:4, 6:1                                     |
| 2024 | Jelena Rybakina                              | Marta Kostiuk                                | 6:2, 6:2                                     |
| 2023 | Iga Świątek                                  | Aryna Sabalenka                              | 6:3, 6:4                                     |
| 2022 | Iga Świątek                                  | Aryna Sabalenka                              | 6:2, 6:2                                     |
| 2021 | Ashleigh Barty                               | Aryna Sabalenka                              | 3:6, 6:0, 6:3                                |
| 2020 | Turniej anulowano z powodu pandemii COVID-19 | Turniej anulowano z powodu pandemii COVID-19 | Turniej anulowano z powodu pandemii COVID-19 |
| 2019 | Petra Kvitová                                | Anett Kontaveit                              | 6:3, 7:6(2)                                  |
| 2018 | Karolína Plíšková                            | Coco Vandeweghe                              | 7:6(2), 6:4                                  |
| 2017 | Laura Siegemund                              | Kristina Mladenovic                          | 6:1, 2:6, 7:6(5)                             |
| 2016 | Angelique Kerber                             | Laura Siegemund                              | 6:4, 6:0                                     |
| 2015 | Angelique Kerber                             | Caroline Wozniacki                           | 3:6, 6:1, 7:5                                |
| 2014 | Marija Szarapowa                             | Ana Ivanović                                 | 3:6, 6:4, 6:1                                |
| 2013 | Marija Szarapowa                             | Li Na                                        | 6:4, 6:3                                     |
| 2012 | Marija Szarapowa                             | Wiktoryja Azaranka                           | 6:1, 6:4                                     |
| 2011 | Julia Görges                                 | Caroline Wozniacki                           | 7:6(3), 6:3                                  |
| 2010 | Justine Henin                                | Samantha Stosur                              | 6:4, 2:6, 6:1                                |
| 2009 | Swietłana Kuzniecowa                         | Dinara Safina                                | 6:4, 6:3                                     |
| 2008 | Jelena Janković                              | Nadieżda Pietrowa                            | 6:4, 6:3                                     |
| 2007 | Justine Henin                                | Tatiana Golovin                              | 2:6, 6:2, 6:1                                |
| 2006 | Nadieżda Pietrowa                            | Tatiana Golovin                              | 6:3, 7:6(4)                                  |
| 2005 | Lindsay Davenport                            | Amélie Mauresmo                              | 6:2, 6:4                                     |
| 2004 | Lindsay Davenport                            | Amélie Mauresmo                              | 6:2, krecz                                   |
| 2003 | Kim Clijsters                                | Justine Henin-Hardenne                       | 5:7, 6:4, 6:2                                |
| 2002 | Kim Clijsters                                | Daniela Hantuchová                           | 4:6, 6:3, 6:4                                |
| 2001 | Lindsay Davenport                            | Justine Henin                                | 7:5, 6:4                                     |
| 2000 | Martina Hingis                               | Kim Clijsters                                | 6:0, 6:3                                     |
| 1999 | Martina Hingis                               | Mary Pierce                                  | 6:4, 6:1                                     |
| 1998 | Sandrine Testud                              | Lindsay Davenport                            | 7:5, 6:3                                     |
| 1997 | Martina Hingis                               | Lisa Raymond                                 | 6:4, 6:2                                     |
| 1996 | Martina Hingis                               | Anke Huber                                   | 6:2, 3:6, 6:3                                |
| 1995 | Iva Majoli                                   | Gabriela Sabatini                            | 6:4, 7:6(4)                                  |
| 1994 | Anke Huber                                   | Mary Pierce                                  | 6:4, 6:2                                     |
| 1993 | Mary Pierce                                  | Natalla Zwierawa                             | 6:3, 6:3                                     |
| 1992 | Martina Navrátilová                          | Gabriela Sabatini                            | 7:6, 6:3                                     |
| 1991 | Anke Huber                                   | Martina Navrátilová                          | 2:6, 6:2, 7:6                                |
| 1990 | Mary Joe Fernández                           | Barbara Paulus                               | 6:1, 6:3                                     |
| 1989 | Gabriela Sabatini                            | Mary Joe Fernández                           | 7:6, 6:4                                     |
| 1988 | Martina Navrátilová                          | Chris Evert                                  | 6:2, 6:3                                     |
| 1987 | Martina Navrátilová                          | Chris Evert                                  | 7:5, 6:1                                     |
| 1986 | Martina Navrátilová                          | Hana Mandlíková                              | 6:2, 6:3                                     |
| 1985 | Pam Shriver                                  | Catarina Lindqvist                           | 6:1, 7:5                                     |
| 1984 | Catarina Lindqvist                           | Steffi Graf                                  | 6:1, 6:4                                     |
| 1983 | Martina Navrátilová                          | Catherine Tanvier                            | 6:1, 6:2                                     |
| 1982 | Martina Navrátilová                          | Tracy Austin                                 | 6:3, 6:3                                     |
| 1981 | Tracy Austin                                 | Martina Navrátilová                          | 4:6, 6:3, 6:4                                |
| 1980 | Tracy Austin                                 | Sherry Acker                                 | 6:2, 7:5                                     |
| 1979 | Tracy Austin                                 | Martina Navrátilová                          | 6:3, 6:2                                     |
| 1978 | Tracy Austin                                 | Betty Stöve                                  | 6:3, 6:3                                     |

### Gra podwójna
| Rok  | Zwyciężczynie                                | Finalistki                                   | Wynik                                        |
| 2025 | Gabriela Dabrowski Erin Routliffe            | Jekatierina Aleksandrowa Zhang Shuai         | 6:3, 6:3                                     |
| 2024 | Chan Hao-ching Wieronika Kudiermietowa       | Ulrikke Eikeri Ingrid Neel                   | 4:6, 6:3, 10–2                               |
| 2023 | Desirae Krawczyk Demi Schuurs                | Nicole Melichar-Martinez Giuliana Olmos      | 6:4, 6:1                                     |
| 2022 | Desirae Krawczyk Demi Schuurs                | Coco Gauff Zhang Shuai                       | 6:3, 6:4                                     |
| 2021 | Ashleigh Barty Jennifer Brady                | Desirae Krawczyk Bethanie Mattek-Sands       | 6:4, 5:7, 10–5                               |
| 2020 | Turniej anulowano z powodu pandemii COVID-19 | Turniej anulowano z powodu pandemii COVID-19 | Turniej anulowano z powodu pandemii COVID-19 |
| 2019 | Mona Barthel Anna-Lena Friedsam              | Anastasija Pawluczenkowa Lucie Šafářová      | 2:6, 6:3, 10–6                               |
| 2018 | Raquel Atawo Anna-Lena Grönefeld             | Nicole Melichar Květa Peschke                | 6:4, 6:7(5), 10–5                            |
| 2017 | Raquel Atawo Jeļena Ostapenko                | Abigail Spears Katarina Srebotnik            | 6:4, 6:4                                     |
| 2016 | Caroline Garcia Kristina Mladenovic          | Martina Hingis Sania Mirza                   | 2:6, 6:1, 10–6                               |
| 2015 | Bethanie Mattek-Sands Lucie Šafářová         | Caroline Garcia Katarina Srebotnik           | 6:4, 6:3                                     |
| 2014 | Sara Errani Roberta Vinci                    | Cara Black Sania Mirza                       | 6:2, 6:3                                     |
| 2013 | Mona Barthel Sabine Lisicki                  | Bethanie Mattek-Sands Sania Mirza            | 6:4, 7:5                                     |
| 2012 | Iveta Benešová Barbora Záhlavová-Strýcová    | Julia Görges Anna-Lena Grönefeld             | 6:4, 7:5                                     |
| 2011 | Sabine Lisicki Samantha Stosur               | Kristina Barrois Jasmin Wöhr                 | 6:1, 7:6(5)                                  |
| 2010 | Gisela Dulko Flavia Pennetta                 | Květa Peschke Katarina Srebotnik             | 3:6, 7:6(3), 10–5                            |
| 2009 | Bethanie Mattek-Sands Nadieżda Pietrowa      | Gisela Dulko Flavia Pennetta                 | 5:7, 6:3, 10–7                               |
| 2008 | Anna-Lena Grönefeld Patty Schnyder           | Květa Peschke Rennae Stubbs                  | 6:2, 6:4                                     |
| 2007 | Květa Peschke Rennae Stubbs                  | Chan Yung-jan Dinara Safina                  | 6:7(5), 7:6(4), 10–2                         |
| 2006 | Lisa Raymond Samantha Stosur                 | Cara Black Rennae Stubbs                     | 6:3, 6:4                                     |
| 2005 | Daniela Hantuchová Anastasija Myskina        | Květa Peschke Francesca Schiavone            | 6:0, 3:6, 7:5                                |
| 2004 | Cara Black Rennae Stubbs                     | Anna-Lena Grönefeld Julia Schruff            | 6:3, 6:2                                     |
| 2003 | Lisa Raymond Rennae Stubbs                   | Cara Black Martina Navrátilová               | 6:2, 6:4                                     |
| 2002 | Lindsay Davenport Lisa Raymond               | Meghann Shaughnessy Paola Suárez             | 6:2, 6:4                                     |
| 2001 | Lindsay Davenport Lisa Raymond               | Justine Henin Meghann Shaughnessy            | 6:4, 6:7(4), 7:5                             |
| 2000 | Martina Hingis Anna Kurnikowa                | Arantxa Sánchez Vicario Barbara Schett       | 6:4, 6:2                                     |
| 1999 | Chanda Rubin Sandrine Testud                 | Łarysa Neiland Arantxa Sánchez Vicario       | 6:3, 6:4                                     |
| 1998 | Lindsay Davenport Natalla Zwierawa           | Anna Kurnikowa Arantxa Sánchez Vicario       | 6:4, 6:2                                     |
| 1997 | Martina Hingis Arantxa Sánchez Vicario       | Lindsay Davenport Jana Novotná               | 7:6(4), 3:6, 7:6(3)                          |
| 1996 | Nicole Arendt Jana Novotná                   | Martina Hingis Helena Suková                 | 6:2, 6:3                                     |
| 1995 | Gigi Fernández Natalla Zwierawa              | Meredith McGrath Łarysa Neiland              | 5:7, 6:1, 6:4                                |
| 1994 | Gigi Fernández Natalla Zwierawa              | Manon Bollegraf Łarysa Neiland               | 7:6(5), 6:4                                  |
| 1993 | Gigi Fernández Natalla Zwierawa              | Patty Fendick Martina Navrátilová            | 7:6(6), 6:4                                  |
| 1992 | Arantxa Sánchez Vicario Helena Suková        | Pam Shriver Natalla Zwierawa                 | 6:4, 7:5                                     |
| 1991 | Martina Navrátilová Jana Novotná             | Pam Shriver Natalla Zwierawa                 | 6:2, 5:7, 6:4                                |
| 1990 | Mary Joe Fernández Zina Garrison             | Mercedes Paz Arantxa Sánchez Vicario         | 7:5, 6:3                                     |
| 1989 | Gigi Fernández Robin White                   | Elna Reinach Raffaella Reggi                 | 6:4, 7:6(2)                                  |
| 1988 | Martina Navrátilová Iwona Kuczyńska          | Elna Reinach Raffaella Reggi                 | 6:1, 6:4                                     |
| 1987 | Martina Navrátilová Pam Shriver              | Zina Garrison Lori McNeil                    | 6:1, 6:2                                     |
| 1986 | Martina Navrátilová Pam Shriver              | Zina Garrison Gabriela Sabatini              | 7:6(5), 6:4                                  |
| 1985 | Hana Mandlíková Pam Shriver                  | Carina Karlsson Tine Scheuer-Larsen          | 6:2, 6:1                                     |
| 1984 | Claudia Kohde-Kilsch Helena Suková           | Bettina Bunge Eva Pfaff                      | 6:2, 4:6, 6:3                                |
| 1983 | Martina Navrátilová Candy Reynolds           | Virginia Ruzici Catherine Tanvier            | 6:2, 6:1                                     |
| 1982 | Martina Navrátilová Pam Shriver              | Candy Reynolds Anne Smith                    | 6:2, 6:3                                     |
| 1981 | Mima Jaušovec Martina Navrátilová            | Barbara Potter Anne Smith                    | 6:4, 6:1                                     |
| 1980 | Hana Mandlíková Betty Stöve                  | Kathy Jordan Anne Smith                      | 6:4, 7:5                                     |
| 1979 | Billie Jean King Martina Navrátilová         | Betty Stöve Wendy Turnbull                   | 6:3, 6:3                                     |
| 1978 | Tracy Austin Betty Stöve                     | Mima Jaušovec Virginia Ruzici                | 6:3, 6:3                                     |